# سوداء بنت الفقيه
هي ملكة مصر والشام في عهد الكامل ناصر الدين محمد وهي زوجة الملك الكامل وأم العادل أبو بكر بن الكامل وهي زوجة والد الصالح أيوب هي ابنه شيخ من شيوخ القرى وهو (رصر الفقيه).

## سيرتها
كانت سوداء بنت الفقيه امرأة ماكرة مدبرة أقنعت زوجها الكامل بجعل ولاية العهد لابنها سيف الدين الأصغر من نجم الدين بحجة أن نجم الدين ابن الجارية السوداء بينما سيف الدين ابن الملكة وأن نجم الدين صاحب طموح ويريد أن يخرب الدولة الأيوبية فجعلت الملك الكامل يقصي نجم الدين عن ولاية العهد وساعدت إبنها على الوصول للحكم بمساعده فخر الدين ابن شيخ الشيوخ والأمير ركن الدين الهيجاوي خادم الناصر داود كانت تدلل سيف الدين كثيراً وتعطيه الجواري مما أدى إلى تلف أخلاق سيف الدين بعد توليه الحكم ندم الأمير فخر الدين بن شيخ الشيوخ علي مساعده الملكة سوداء في توليه ابنها فكاتب نجم الدين لجعله ينقذ مصر فحبسه سيف الدين كان لديها جاريتان وهما ورد المني ونور الصباح كانتا هما الخادمان المتوليان شرورها الكيدية لنجم الدين، عندما استدعي نجم الدين أعمامه الثلاثة مجير الدين بن العادل الأول وتقي الدين بن العادل الأول والصالح إسماعيل بن العادل الأول، كاتبتهم بأوهام عن نية نجم الدين لقتلهم أو جعلكم خدام مما أدى إلى ثورة الصالح إسماعيل وهجومه علي دمشق وغدر بنجم الدين بعدما طلب نجم الدين مساعدته في دخول مصر وقتله للمغيث عمر ابن نجم الدين وعندما وصل نجم الدين إلى حكم مصر حبس سيف الدين وأمر باستدعاءها للسجن ففرت هي وجاريتاها إلى قلعة الكرك عند الناصر حيث توفت هناك قبل القبض عليها في 1242.
و كانت تعد من أكبر العقبات التي تقف ضد الصالح نجم الدين أيوب بن الملك الكامل حيث دفعت زوجها الكامل على خلع إبنه الصالح نجم الدين من ولاية العهد وتوليتها لابنها الملك العادل كما حرضته على إبعاد نجم الدين أيوب عن مصر وأن يكون واليً على بعض الثغور في الشام (حصن سنجار، حصن كيفا) حتى يخلو الطريق لها ولإبنها العادل.